# Platytrochus hastatus
Platytrochus hastatus is een rifkoralensoort uit de familie van de Turbinoliidae. De wetenschappelijke naam van de soort is voor het eerst geldig gepubliceerd in 1902 door Dennant.